# Myrteta angelica
Myrteta angelica là một loài bướm đêm trong họ Geometridae.